# Pangaea

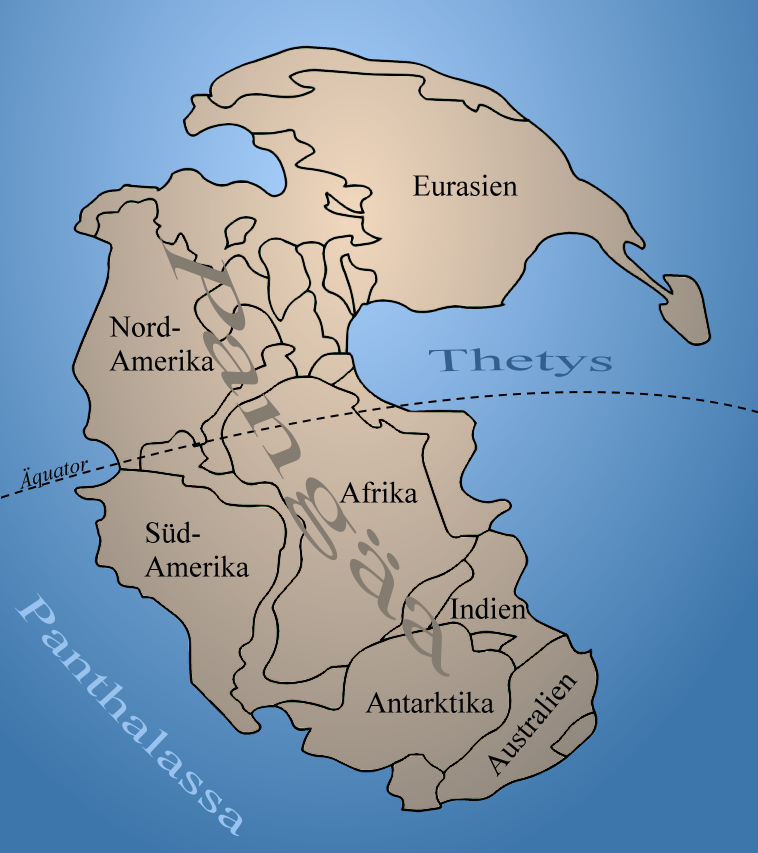
Lage der Ozeane und Landmassen im Unterperm

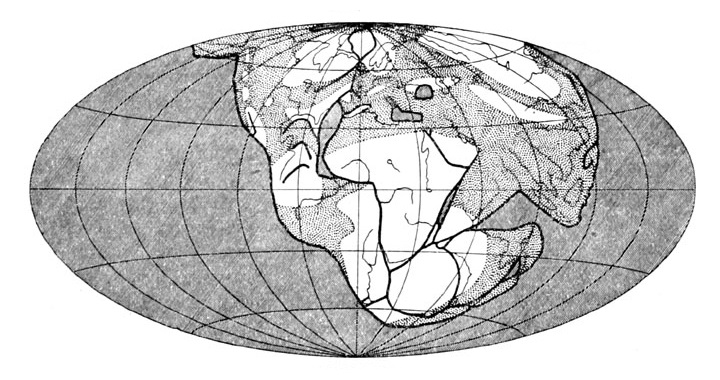
Von Alfred Wegener erstellte Weltkarte mit dem Urkontinent Pangaea nach seiner damaligen Vorstellung

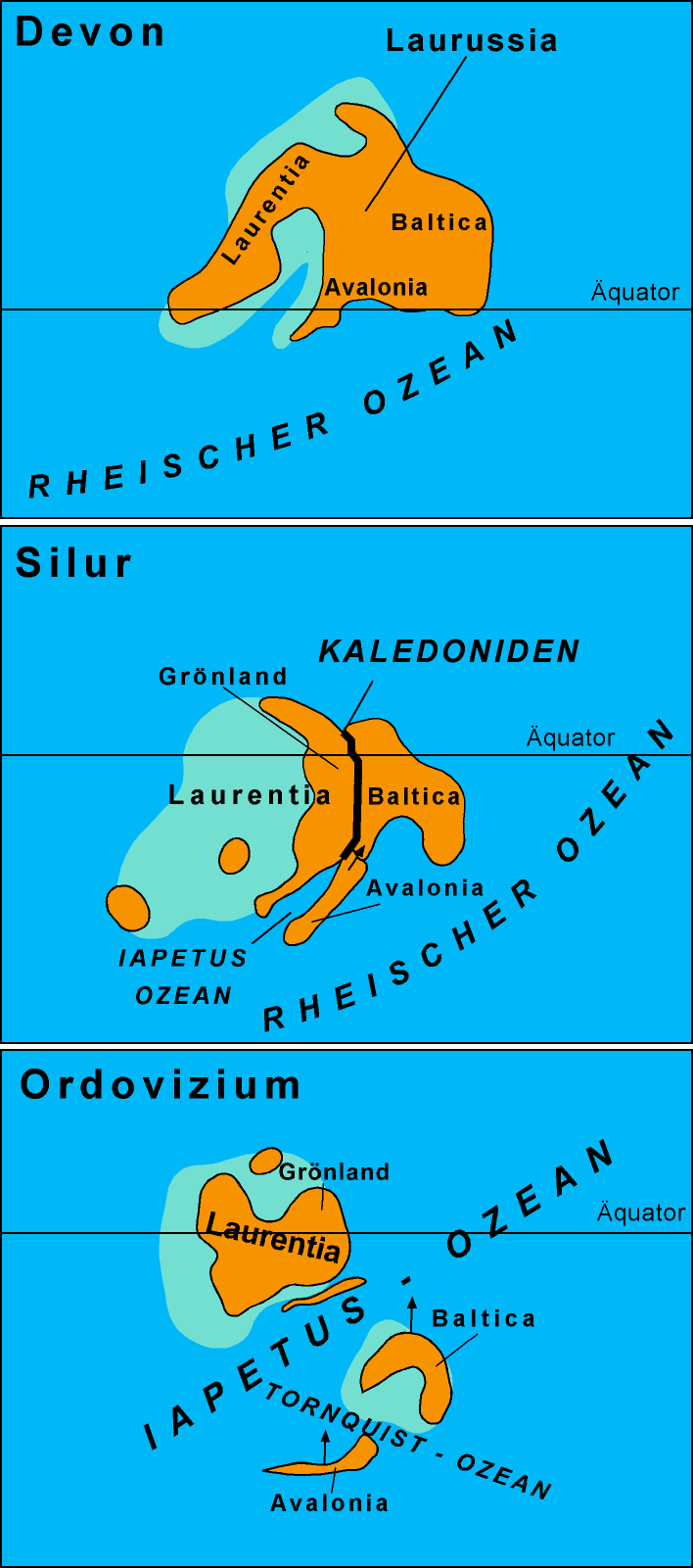
Entwicklung von Avalonia, Baltica und Laurentia zum nördlichen Superkontinent Laurussia (Ordovizium bis Devon). 50 Jahrmillionen später (im Karbon) erfolgte die Vereinigung mit Gondwana zu Pangaea.

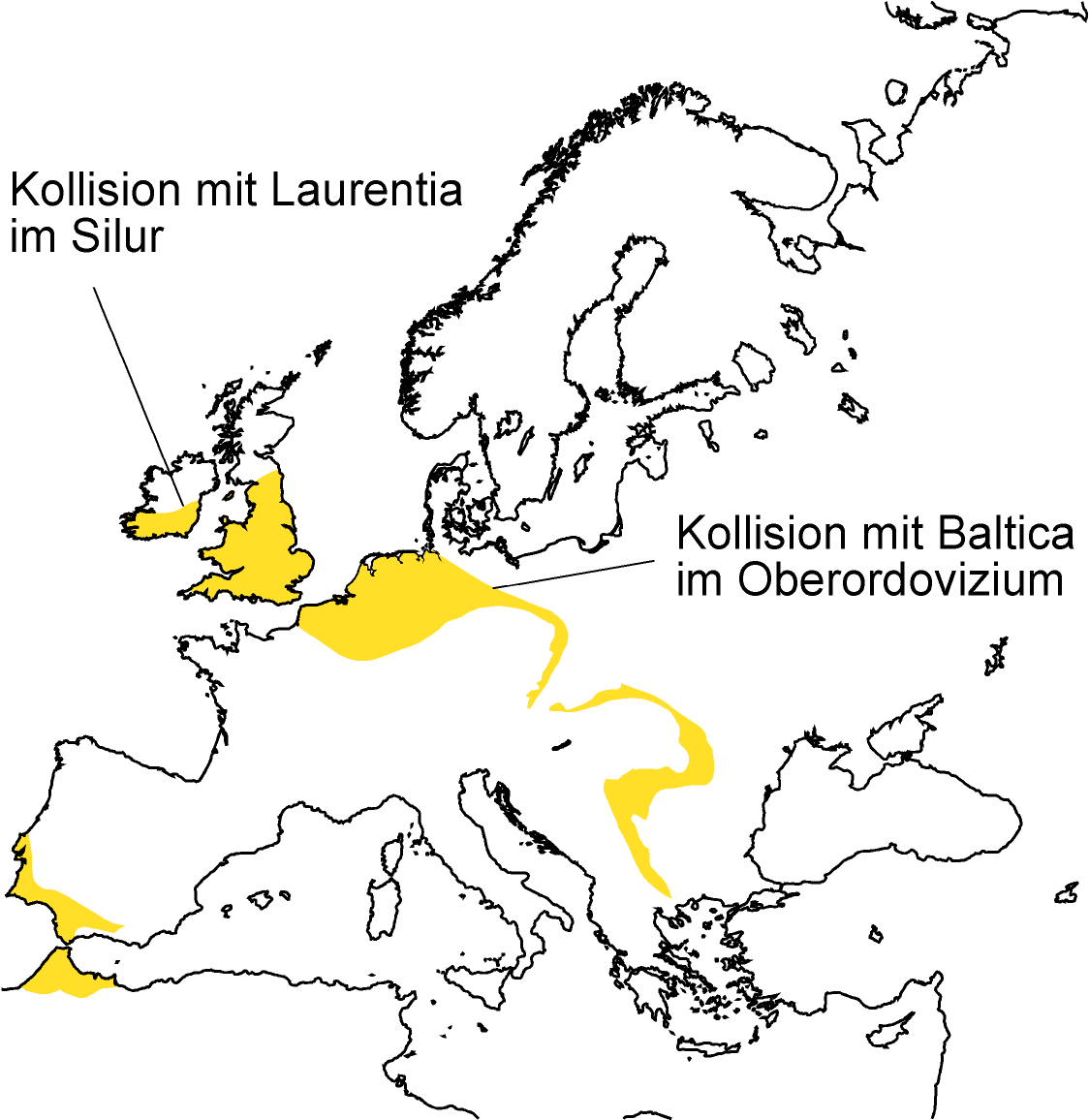
Avalonia-Basement in Europa

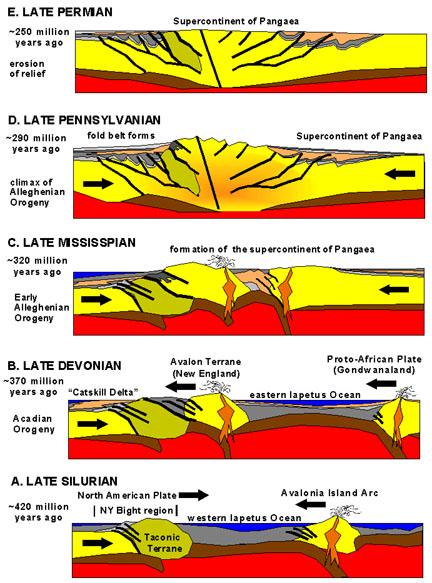
Die Entstehung der Appalachen

(Die) Pangaea (Alternativschreibweise: Pangäa) war ein Urkontinent, der alle im Perm vorhandenen Landmassen der Erde umfasste. Die Namensgebung geht auf Alfred Wegener zurück. Seit der Entwicklung der Theorie der Plattentektonik wird Pangaea als Superkontinent bezeichnet, der bisher letzte der Erdgeschichte. Dieser Kontinent existierte vom Späten Karbon (325 Millionen Jahre vor heute) bis in den Jura (150 Millionen Jahre vor heute), also in jenem Zeitraum der Erdgeschichte, in dem sich das große Massenaussterben am Ende des Perm abspielte und die evolutionäre Entwicklung der Dinosaurier begann. Die Ausdehnung Pangaeas betrug einschließlich der Schelfsockel rund 138 Millionen km², wovon 73 Millionen km² auf den südlichen Bereich mit dem ehemaligen Großkontinent Gondwana entfielen.

## Geschichte des Begriffs
Das Konzept, dass zu Ende des Paläozoikums alle Kontinente in einem Superkontinent vereinigt waren, stammt von Alfred Wegener, der diese Idee 1912 erstmals publizierte. Später erweiterte er diese Arbeit zu seinem berühmten Buch Die Entstehung der Kontinente und Ozeane, das ab 1915 in sechs Auflagen erschien. In der zweiten, völlig überarbeiteten Auflage von 1920 erscheint erstmals der Begriff Pangäa. Dieser Name ist eine moderne Wortschöpfung von Alfred Wegener (1920) und setzt sich aus altgriechisch πᾶς pās pan-‚ ganz, all‘ und γαῖα gāia Erde, Land‘ zusammen und fand Eingang in die deutsche sowie in die englischsprachige Literatur (vor allem durch den Symposiumsband zu einem Kongress der American Association of Petroleum Geologists im November 1926). Alfred Wegener selbst benutzte den Begriff jeweils nur ein einziges Mal in seinen Arbeiten.

## Entstehung
Pangaea entstand durch den Zusammenschluss von Laurussia – dem Old-Red-Kontinent – und Gondwana – dem Großen Südkontinent – durch Schließung des Iapetus-Ozeans und des Rheischen Ozeans. Die Kollision der beiden Kontinentalplatten unterbrach den Wasser- und Wärmeaustausch der äquatorialen Meeresströmungen. Als Folge der eingeschränkten ozeanischen Zirkulation verstärkte sich der im Karbon beginnende globale Abkühlungstrend und dauerte bis in das Perm hinein an (permokarbonische Vereisung). Zusätzlich entstand parallel zum Äquator zwischen 30° nördlicher und 30° südlicher Breite ein saisonal auftretender, sehr starker Monsun-Einfluss („Mega-Monsun“), von dessen Niederschlägen vor allem die küstennahen Regionen profitierten.
Die kleineren Peri-Gondwana-Elemente Perunica, Armorica, aber auch die Kratone des heutigen Sibirien, Kasachstans, Nord- und Südchinas sowie mehrere vulkanische Inselbögen waren weitere Konstituenten. Umgeben war Pangaea vom weltumspannenden Ozean Panthalassa und seiner riesigen östlichen Bucht, der Tethys.

## Gebirgsbildungen
Im Zuge der Kollisionen der Kontinentalschollen im Paläozoikum kam es zu Gebirgsbildungen, deren Zeugnisse noch heute in einigen Rumpfgebirgen im westlichen Europa und Nordamerika vorhanden sind. So finden sich stark verfaltete Krustenteile Avalonias – aus der ersten Kollision mit Baltica und der zweiten Kollision mit Laurentia – in Neufundland, England, Norddeutschland, im Karpatenbogen und auf der Balkanhalbinsel sowie in Spanien und Marokko.
Die ersten dieser Gebirgsbildungen sind die Takonische und die Kaledonische Orogenese im späten Ordovizium und im Silur (444–416 mya). Davon betroffen waren
- die Ostküste Laurentias (Takonische Orogenese)
- nordwestliche Teile Europas: Nordirland, Nord- und West-Wales, Schottland und Norwegen (Kaledonische Orogenese)

Einige zehn Millionen Jahre später (die Phasen gehen ineinander über) folgte die Akadisch-Variszische Orogenese im Devon und Karbon (390–310 mya).
- In West- und Mitteleuropa entstand der Gebirgsgürtel der Varisziden. Die variszischen Berge reichten vom heutigen Portugal und West-Spanien bis nach Südwest-Irland, Cornwall und Südwales (Pembrokeshire, Gower-Halbinsel und Vale of Glamorgan). Auf dem europäischen Festland beschreibt das Gebirge einen weiten Bogen: Armorikanisches Massiv in der Bretagne, Zentralfrankreich, Ardennen, Rheinisches Schiefergebirge; Odenwald, Spessart und Harz; Thüringisch-Fränkisches Mittelgebirge, Erzgebirge und schließlich am Ostrand die Böhmische Masse. Nach Süden zieht sich ein Gebirgsband vom Schwarzwald über die Vogesen und das französische Zentralmassiv bis nach Korsika und Sardinien.
- Am Kanadischen Schild entstanden die nördlichen Appalachen, zuerst in der Akadischen, später in der Alleghenischen Orogenese. In Texas und Mexiko kam es ebenso zu Auffaltungen wie in Nevada und in Arkansas (Ouachita-Berge).
- Im Perm (ab 290 mya) vollzog sich die Kollision Balticas – bereits Teil Laurussias – mit dem sibirischen und kasachischen Kraton, wodurch der „Ur-Ural“ entstand (siehe auch: Chanty-Mansi-Ozean).

In der Trias (ab 250 mya) bildeten sich im späteren Mitteleuropa die relativ stark durch kontinentale Sedimentation geprägten Schichten der Germanischen Fazies, während es im Bereich des heutigen Südeuropas und der Alpen zu stärker marin geprägten Ablagerungen der Tethys kam.

## Tektonische Begleiterscheinungen und Folgen
Alle Gebirgszüge dieser Epochen sind durch Erosion soweit sedimentiert, dass die ehemaligen Sechs- bis Achttausender-Gipfel bestenfalls als Rumpfgebirge sichtbar sind oder Schichten in späteren Gebirgsbildungen bilden. Sedimente des Iapetus-Ozeans sind sowohl in den Appalachen als auch in den Kaledonischen Bergen als Sutur nachweisbar. Das bedeutet, dass genau an der ursprünglichen „Verschweißungszone“ der Kontinentalschollen nach 150 Millionen Jahren – zumindest zum Teil – auch deren Bruch erfolgte.
Wie bei jeder Gebirgsbildung kam es auch hier zur Hebung älterer Gesteinsschichten: In der Böhmischen Masse des Waldviertels in Niederösterreich wurden durch die variszischen Hebungsereignisse Gneise aus dem Superkontinent Rodinia von vor 1,1 Milliarden Jahren „zutage gefaltet“ bzw. auf jüngere Gesteinsschichten überschoben.
Die variszischen Gebirgsbildungen hatten auch Magma-Aufstiege aus der Tiefe zur Folge, die mancherorts zu Erzlagerstätten geführt haben. Durch die im Vorland der Geosynklinalen auftretenden Senkungen sind dort auch abgetragene Massen von Gebirgsschutt und Feinsedimenten abgelagert worden (siehe auch Sedimentbecken). Diesen Vorgängen verdankt u. a. das Ruhrgebiet seine zahlreichen Kohlenflöze.

## Auflösung

Animation: Pangaea zerbricht, die heutigen Kontinente bilden sich

Durch plattentektonische Vorgänge begann Pangaea ab der späten Trias (etwa 230 mya) auseinanderzubrechen. Der Zerfall beschränkte sich zunächst auf den Südteil (Gondwana), mit Öffnung der Tethys nach Westen und Öffnung des Zentral- und Südatlantiks, sowie des Antarktischen und Indischen Ozeans. Geologische Zeugnisse des beginnenden Zerfalls sind unter anderem die triassisch-jurassischen Grabenbruch-Sedimente und Basalte der Newark-Becken im Osten Nordamerikas und die jurassischen Basalte (u. a. Drakensberge) und Dolerit-Gänge in den Karoo-Becken im südlichen Afrika. Der ehemalige Nordteil Pangaeas (Laurasia) bestand noch bis ins frühe Känozoikum, da sich der Nordatlantik erst zu diesem Zeitpunkt allmählich öffnete.
Der Erdmantel unter Pangaeas ehemaliger Position ist noch immer heißer als anderswo. Daher liegt Afrika etwa zehn Meter höher als die übrigen Kontinente.